# Eleições regionais na Groenlândia em 2014
As Eleições regionais na Groenlândia em 2014 realizaram-se no dia 28 de novembro, para eleger os 31 deputados do Parlamento da Groenlândia (Inatsisartut). Este ato eleitoral antecipado foi motivado pela resignação da Primeira-Ministra Aleqa Hammond.

## Resultados das eleições
O partido social-democrata Avante (Siumut) venceu as eleições e formou o Governo Regional de Kim Kielsen I, em coligação com o Partido da Comunidade (Atassut) e os Democratas (Demokraatit).

## Partidos participantes
| Partido                                  | Ideologia                          |
| ---------------------------------------- | ---------------------------------- |
| Avante Siumut                            | Social-democracia                  |
| Partido do Povo Inuíte Inuit Ataqatigiit | Esquerda - Independentismo         |
| Partido da Comunidade Atassut            | Social-conservatismo - Autonomismo |
| Democratas Demokraatit / Demokraterne    | Social-liberalismo - Autonomismo   |
| Partido Naleraq Partii Naleraq           | Centrismo                          |
| Partido Inuíta Partii Inuit              | Independentismo                    |